# Менгс, Анна Мария
Анна Мария Менгс, или Ана Кармона (1751, Дрезден — 1792, Мадрид) — немецкая художница-портретистка. Дочь Рафаэля Менгса.

## Биография
Анна Мария Менгс родилась в Дрездене в 1751 году. Была дочерью художника Антона Рафаэля Менгса. Первые уроки получила от отца, также училась у своей тёти Терезы Конкордии Марон. В 1777 году вышла замуж за испанского гравёра Мануэля Сальвадора Кармона, у них было семеро детей.
Умерла в Мадриде в 1792 году и была похоронена в церкви Св. Себастьяна.
В 1793 году состоялась выставка работ художницы в Академии Сан-Фернандо.